# Jonas Milton

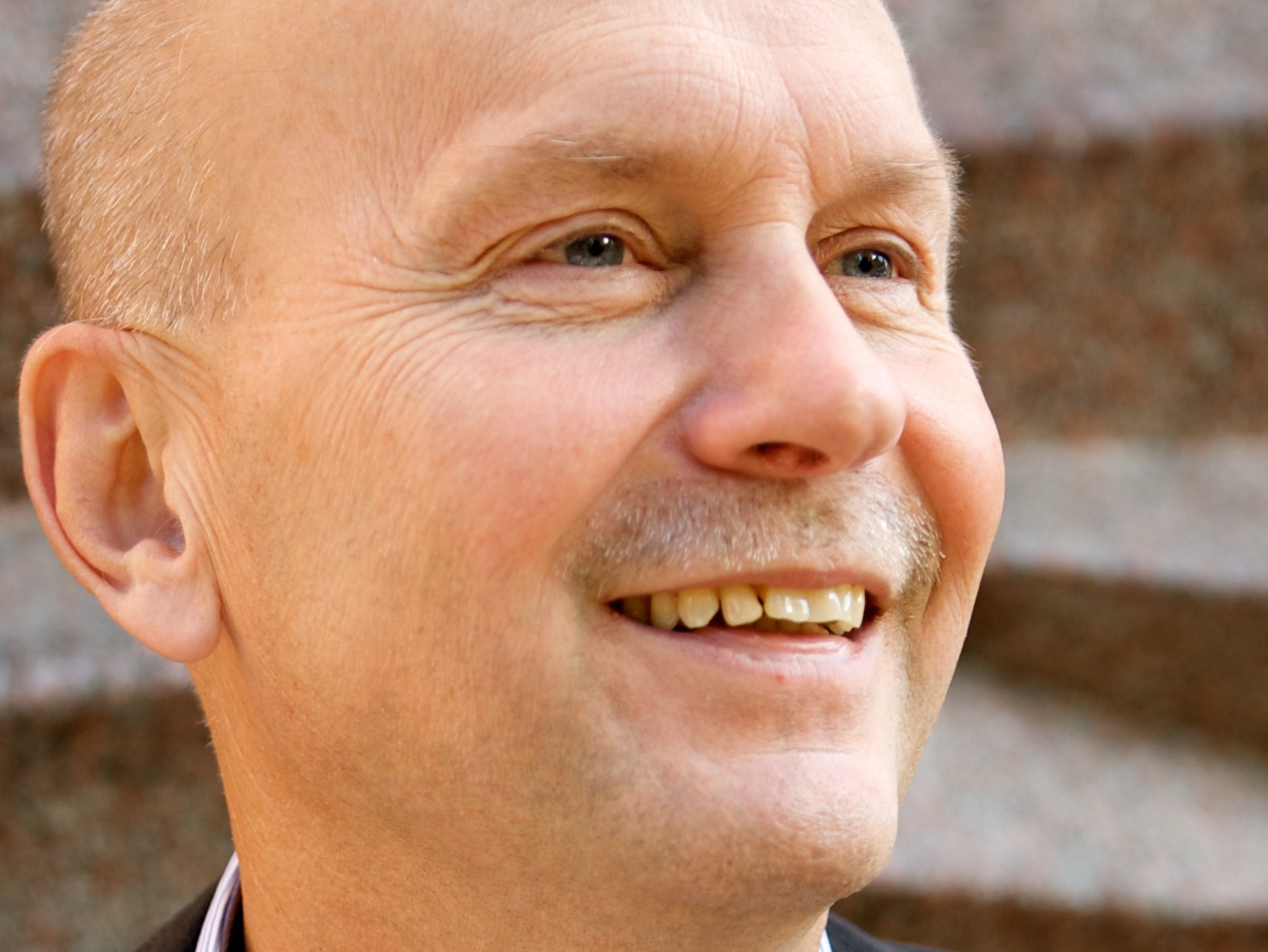
Jonas Milton (2009)

Jonas Milton, född 22 september 1953 i Växjö, är en svensk jurist och företagsledare. Han var verkställande direktör för arbetsgivarorganisationen Almega AB januari 2003 till augusti 2015, då han efterträddes av Anna-Karin Hatt. Under sin tid i Almega var han även styrelseledamot i bland annat Alecta, AI Pension, TRR. Han är  styrelsemedlem i Karolinska Institutet och Caretia. Sedan 2015 leder han Valideringsdelegationen på uppdrag av Regeringen. 
Jonas Milton är far till journalisten Leone Milton.